# Governo Lenin I
Il primo governo Lenin fu il gabinetto istituito nel 1917 dopo la Rivoluzione d'ottobre e vedeva Vladimir Lenin de facto come capo del governo (ufficialmente, la sua carica era quella di Presidente del Consiglio dei commissari del popolo della RSFS Russa).
Venne istituito l'8 novembre 1917 con apposito decreto del Congresso panrusso dei Soviet. Leon Trotsky propose di utilizzare i termini "commissario" e "soviet" per evitare i lemmi "borghesi" della democrazia liberale come "ministro" e "governo".
La costituzione della SFSR del 1918 formalizzò il ruolo del Sovnarkom della Repubblica Socialista Federativa Sovietica Russa (SFSR russa): doveva essere responsabile dinanzi al Congresso panrusso dei soviet per "l'amministrazione generale degli affari di stato", consentendogli l'emanazione decreti sanzionatori in piena forza di legge nei periodo di chiusura del Congresso; quest'ultimo, di solito, approvava tali decreti nella sessione successiva. Da parte sua, il Congresso panrusso dei soviet rappresentava il potere legislativo.
Concluse la propria esperienza il 30 dicembre del 1922, giorno in cui venne ratificato il trattato sulla creazione dell'URSS; rimase però formalmente in carica fino al luglio dell'anno successo, quando un decreto del Congresso dei Soviet dell'Unione Sovietica sancì la nascita di un nuovo esecutivo, ancora guidato da Lenin.
Oltre ad essere il primo governo a direzione comunista della Storia, il governo Lenin I poté fregiarsi del «record» di primo esecutivo ad avere tra le sue file una donna come ministra: Aleksandra Kollontaj venne infatti scelta come Commissario alla Solidarietà Sociale.

## Composizione
| Commissario del popolo                    | Incaricato                                        | Partito |
| ----------------------------------------- | ------------------------------------------------- | ------- |
| Presidente                                | Vladimir Lenin                                    | PCR (b) |
| Vicepresidenti                            | Lev Kamenev                                       | PCR (b) |
| Vicepresidenti                            | Aleksandr Dmitrievič Cjurupa                      | PCR (b) |
| Vicepresidenti                            | Aleksej Ivanovič Rykov                            | PCR (b) |
| Segretario del governo                    | Nikolaj Gorbunov                                  | PCR (b) |
| Affari esteri                             | Lev Trockij (1917-1918)                           | PCR (b) |
| Affari esteri                             | Adol'f Abramovič Ioffe (1918)                     | PCR (b) |
| Affari esteri                             | Karl Radek (1918)                                 | PCR (b) |
| Agricoltura                               | Vladimir Pavlovič Miljutin (1917)                 | PCR (b) |
| Agricoltura                               | Andrej Kolegaev (1917-1918)                       | SRS     |
| Agricoltura                               | Semën Serada (1918-1921)                          | PCR (b) |
| Agricoltura                               | Valerian Obolenskij (1921-1922)                   | PCR (b) |
| Agricoltura                               | Vasili Yakovenko (1922)                           | PCR (b) |
| Commercio e Industria                     | Viktor Pavlovič Nogin (1917)                      | PCR (b) |
| Commercio e Industria                     | Aleksandr Gavrilovič Šljapnikov (1917-1918)       | PCR (b) |
| Commercio e Industria                     | Vladimir Smirnov (1918)                           | PCR (b) |
| Commercio e Industria                     | Mieczysław Broński (1918)                         | PCR (b) |
| Commercio e Industria                     | Leonid Borisovič Krasin (1918-1922)               | PCR (b) |
| Ferrovie                                  | Mark Elizarov (1917-1918)                         | PCR (b) |
| Ferrovie                                  | Michail Rogov (1918)                              | PCR (b) |
| Ferrovie                                  | Pëtr Kobozev (1918)                               | PCR (b) |
| Ferrovie                                  | Vladimir Nevskij (1918-1919)                      | PCR (b) |
| Ferrovie                                  | Leonid Krasin (1919)                              | PCR (b) |
| Ferrovie                                  | Lev Trockij (1920)                                | PCR (b) |
| Ferrovie                                  | Aleksandr Emšanov (1920-1921)                     | PCR (b) |
| Ferrovie                                  | Feliks Ėdmundovič Dzeržinskij (1921-1922)         | PCR (b) |
| Istruzione                                | Anatolij Vasil'evič Lunačarskij                   | PCR (b) |
| Finanze                                   | Ivan Ivanovič Skvorcov-Stepanov (1917-1918)       | PCR (b) |
| Finanze                                   | Vjačeslav Rudol'fovič Menžinskij (1918)           | PCR (b) |
| Finanze                                   | Isidor Ėmmanuilovič Gukovskij (1918)              | PCR (b) |
| Finanze                                   | Nikolaj Nikolaevič Krestinskij (1918-1922)        | PCR (b) |
| Finanze                                   | Grigorij Jakovlevič Sokol'nikov (1922)            | PCR (b) |
| Approvvigionamenti                        | Ivan Teodorovič (1917)                            | PCR (b) |
| Approvvigionamenti                        | Oleksandr Šlichter (1917-1918)                    | PCR (b) |
| Approvvigionamenti                        | Aleksandr Dmitrievič Cjurupa (1918-1921)          | PCR (b) |
| Approvvigionamenti                        | Nikolaj Brjuchanov (1921-1922)                    | PCR (b) |
| Salute                                    | Nikolaj Semaško (1918-1922)                       | PCR (b) |
| Solidarietà sociale                       | Aleksandra Michajlovna Kollontaj (1917-1918)      | PCR (b) |
| Solidarietà sociale                       | Aleksandr Vinokurov (1918-1921)                   | PCR (b) |
| Solidarietà sociale                       | Miron Vladimirov (1921-1922)                      | PCR (b) |
| Solidarietà sociale                       | Nikolaj Aleksandrovič Miljutin (1922)             | PCR (b) |
| Interni                                   | Aleksej Ivanovič Rykov (1917)                     | PCR (b) |
| Interni                                   | Grigorij Ivanovič Petrovskij (1917-1919)          | PCR (b) |
| Interni                                   | Feliks Ėdmundovič Dzeržinskij (1919-1922)         | PCR (b) |
| Giustizia                                 | Georgij Oppokov (1917)                            | PCR (b) |
| Giustizia                                 | Pēteris Stučka (1917)                             | PCR (b) |
| Giustizia                                 | Isaak Steinberg (1917-1918)                       | SRS     |
| Giustizia                                 | Pēteris Stučka (1918)                             | PCR (b) |
| Giustizia                                 | Dmitrij Kurskij (1918-1922)                       | PCR (b) |
| Lavoro                                    | Aleksandr Gavrilovič Šljapnikov (1917-1918)       | PCR (b) |
| Lavoro                                    | Vasili Schmidt (1918-1922)                        | PCR (b) |
| Guerra e Marina                           | Nikolaj Il'ič Podvojskij (Commissario del Popolo) | PCR (b) |
| Guerra e Marina                           | Nikolaj Vasil'evič Krylenko (Consiglio di guerra) | PCR (b) |
| Guerra e Marina                           | Pavel Efimovič Dybenko (Affari marittimi)         | PCR (b) |
| Poste e Telegrafi                         | Nikolaj Glebov-Avilov (1917)                      | PCR (b) |
| Poste e Telegrafi                         | Proš Prošjan (1917-1918)                          | SRS     |
| Poste e Telegrafi                         | Vadim Podbel'skij (1918-1920)                     | PCR (b) |
| Poste e Telegrafi                         | Artemij Ljubovič (1920-1921)                      | PCR (b) |
| Poste e Telegrafi                         | Valerian Dovgalevskij (1921-1922)                 | PCR (b) |
| Nazionalità                               | Iosif Stalin                                      | PCR (b) |
| Controllo statale                         | Ėduard Essen (1917-1918)                          | PCR (b) |
| Controllo statale                         | Karl Lander (1918-1919)                           | PCR (b) |
| Controllo statale                         | Iosif Stalin (1919-1922)                          | PCR (b) |
| Consiglio Supremo dell'Economia Nazionale | Valerian Obolenskij (1917-1918)                   | PCR (b) |
| Consiglio Supremo dell'Economia Nazionale | Aleksej Ivanovič Rykov (1918-1921)                | PCR (b) |
| Consiglio Supremo dell'Economia Nazionale | Nikolaj Aleksandrovič Miljutin (1921)             | PCR (b) |
| Consiglio Supremo dell'Economia Nazionale | Pëtr Bogdanov (1921-1922)                         | PCR (b) |